# Cầu Khánh Hội
Cầu Khánh Hội là một cây cầu bắc qua kênh Bến Nghé tại Thành phố Hồ Chí Minh, Việt Nam.

## Vị trí
Cầu kết nối đường Tôn Đức Thắng thuộc Quận 1 với đường Nguyễn Tất Thành thuộc Quận 4, nằm trước Bến Nhà Rồng.

## Lịch sử

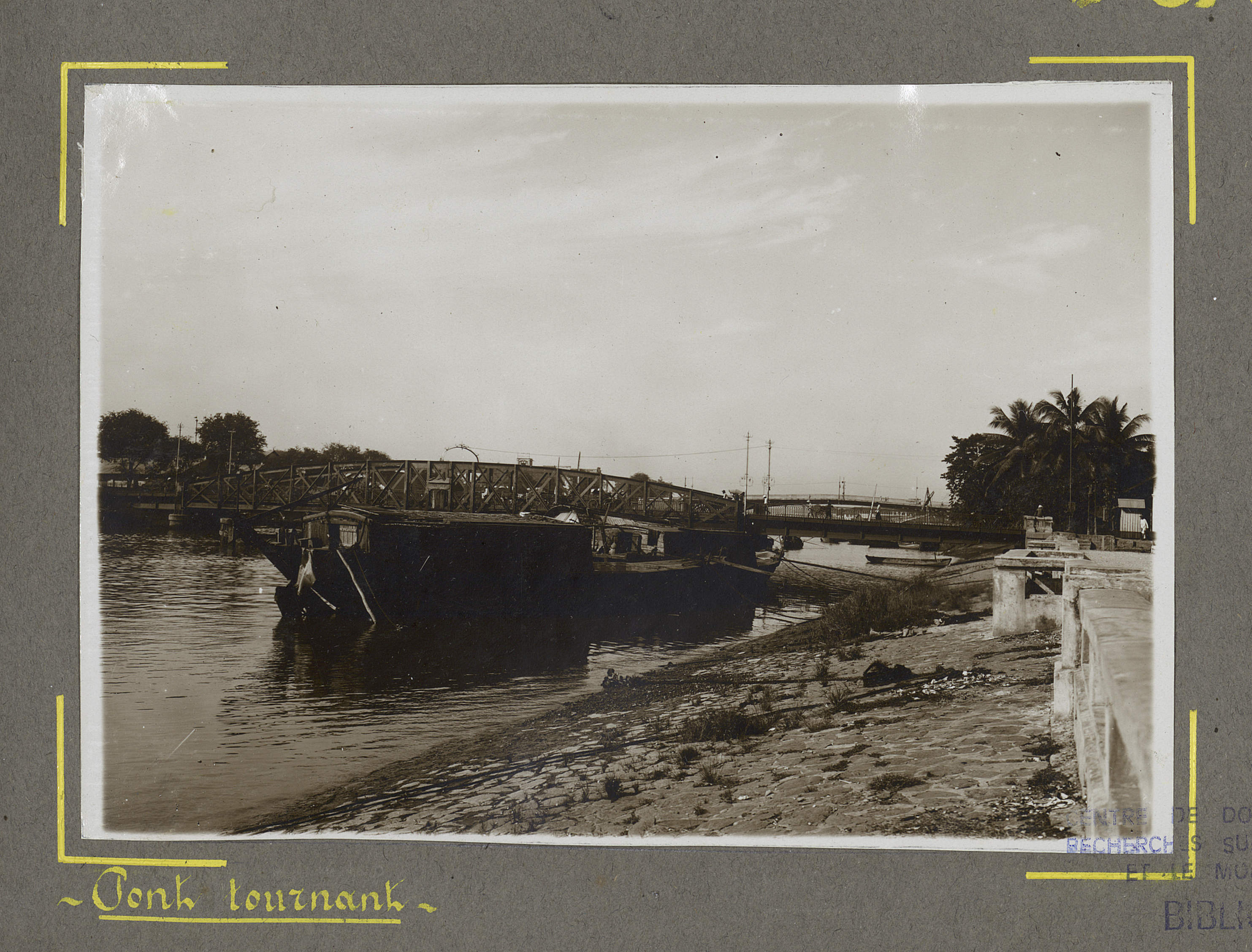
Cầu quay vào khoảng năm 1930

Cầu Khánh Hội được người Pháp xây dựng lần đầu vào năm 1904, gọi là pont tournant, nghĩa là "cầu quay". Cầu có tên gọi này do có thiết kế độc đáo với nhịp giữa có thể quay ngang để tàu thuyền qua lại dễ dàng. Tuy nhiên, đến những năm 1940, cầu được cố định do trên cầu được lắp đặt tuyến đường sắt dẫn đến khu cảng. Sau năm 1954, cầu quay Khánh Hội bị dỡ bỏ để xây mới bằng bê tông và được đặt tên là cầu Bắc Bình Vương.
Năm 2006, để xây dựng đường hầm sông Sài Gòn, cầu Khánh Hội lại bị phá dỡ để xây mới cao hơn. Cầu mới có chiều dài 167 m với 4 nhịp, rộng 22 m, đáp ứng bốn làn xe lưu thông và được đưa vào sử dụng từ ngày 24 tháng 1 năm 2009. Tuy nhiên, cầu mới không còn nối thẳng với đường Hồ Tùng Mậu mà uốn cong để kết nối trực tiếp đường Nguyễn Tất Thành sang đường Tôn Đức Thắng dọc Bến Bạch Đằng như hiện nay.